# Мамашев, Ренат Абдулрашитович
Ренат Абдулрашитович Мамашев, (31 марта 1983, Москва) — российский хоккеист, защитник. Воспитанник СДЮШОР Крылья Советов. Обладатель бронзовой медали чемпионата КХЛ сезона 2014/2015.

## Карьера
Ренат Мамашев начал свою профессиональную карьеру в 2000 году в составе клуба Западной хоккейной лиги «Мус Джо Уорриорс», выступая до этого за фарм-клуб московских «Крыльев Советов». В своём дебютном сезоне Ренат провёл на площадке 76 матчей, набрав 17 (5+12) очков, тем не менее, уже в следующем году он вернулся в Россию, став игроком ныне не существующего ХК ЦСКА. В 2003 году Мамашев вернулся в «Крылья», в составе которых выступал на протяжении последующих трёх сезонов, набрав за это время 61 (34+27) очко в 164 проведённых матчах.
Перед началом сезона 2006/07 Ренат перешёл в другой московский клуб «Динамо», где в дебютном сезоне набрал 21 (6+15) очко в 56 матчах. Тем не менее, следующий сезон начался для Мамашева неудачно — в 17 матчах он не набрал ни одного очка, после чего покинул клуб и 7 ноября 2007 года подписал контракт с нижегородским «Торпедо». В нижегородском клубе Ренат провёл 94 матча, набрав 24 (12+12) очка.
13 ноября 2009 года Мамашев был обменян в нижнекамский «Нефтехимик», где сумел стать самым результативным защитником. 11 мая 2011 года Ренат подписал двухлетний контракт с магнитогорским «Металлургом», однако, проведя в его составе 16 матчей, и набрав 6 (2+4) очков, 5 декабря он покинул команду, расторгнув соглашение по обоюдному согласию сторон. В тот же день стало известно, что Мамашев вернулся в Нижнекамск в обмен на право выбора в 1 раунде драфта-2012. 8 июля 2013 года Ренат Мамашев подписал однолетний контракт с челябинским «Трактором». Участник матча звёзд КХЛ (2013).
После завершения карьеры игрока в 2018 году он поступил в Нью-Йоркский университет, который закончил по специализации «Спортивный менеджмент» в 2021 году. Во время учебы Мамашев осуществлял аналитическую и скаутскую работу для аккредитованных агентов профсоюза игроков НХЛ, проходил стажировку в «Нью Джерси». В июле 2021 года стал спортивным директором клуба «Сочи».

## Статистика
| Легенда | Легенда                    | Легенда | Легенда                   | Легенда | Легенда    |
| ------- | -------------------------- | ------- | ------------------------- | ------- | ---------- |
| И       | Количество проведённых игр | Штр     | Штрафное время            | +/−     | Плюс-минус |
| Г       | Голы                       | П       | Голевые передачи          | О       | Очки       |
| -       | Статистика неизвестна      | —       | Статистика не учитывалась |         |            |